# Isabella di Morra

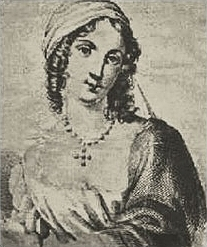
Påstått porträtt av Isabella di Morra.

Isabella di Morra, född ca 1520, död 1545 eller 1546, var en italiensk poet under renässansen.

## Biografi
Isabella di Morra föddes i en adlig familj i Favale (nu Valsinni, i provinsen Matera), då en del av Konungariket Neapel. Hon var dotter till Giovanni Michele di Morra, baron av Favale och Luisa Brancaccio, adelsdam från en napolitansk familj. Hennes födelsedatum är osäkert men enligt Benedetto Croce var det runt 1520.
Som barn utbildades Isabella di Morra i litteratur och poesi av sin far. Hon, hennes mor och hennes sju syskon övergavs av Giovanni Michele när han var tvungen att söka skydd i Frankrike, efter att ha stöttat den invaderande franska armén mot den spanska monarken Karl V.
Från början rådde ett fientligt förhållande mellan Isabella och hennes tre yngre bröder, som antagligen avundades sin begåvade syster och uppmärksamheten hon fick genom sin utbildning. De tvingade henne att leva isolerad i familjens slott i Favale, där hon ägnade sig åt att skriva dikter, och fann i poesin den enda trösten i sin ensamhet.
di Morras korta och melankoliska liv slutade när hennes bröder mördade henne för en misstänkt affär med en spansk adelsman vid namn Diego Sandoval de Castro. Efter hennes död fick hon en viss ryktbarhet i den italienska renässanslitteratur och lovordades av vissa kritiker. Hennes opus anses vara ett imponerande prefigurament av romantisk diktning.

## Författarskap

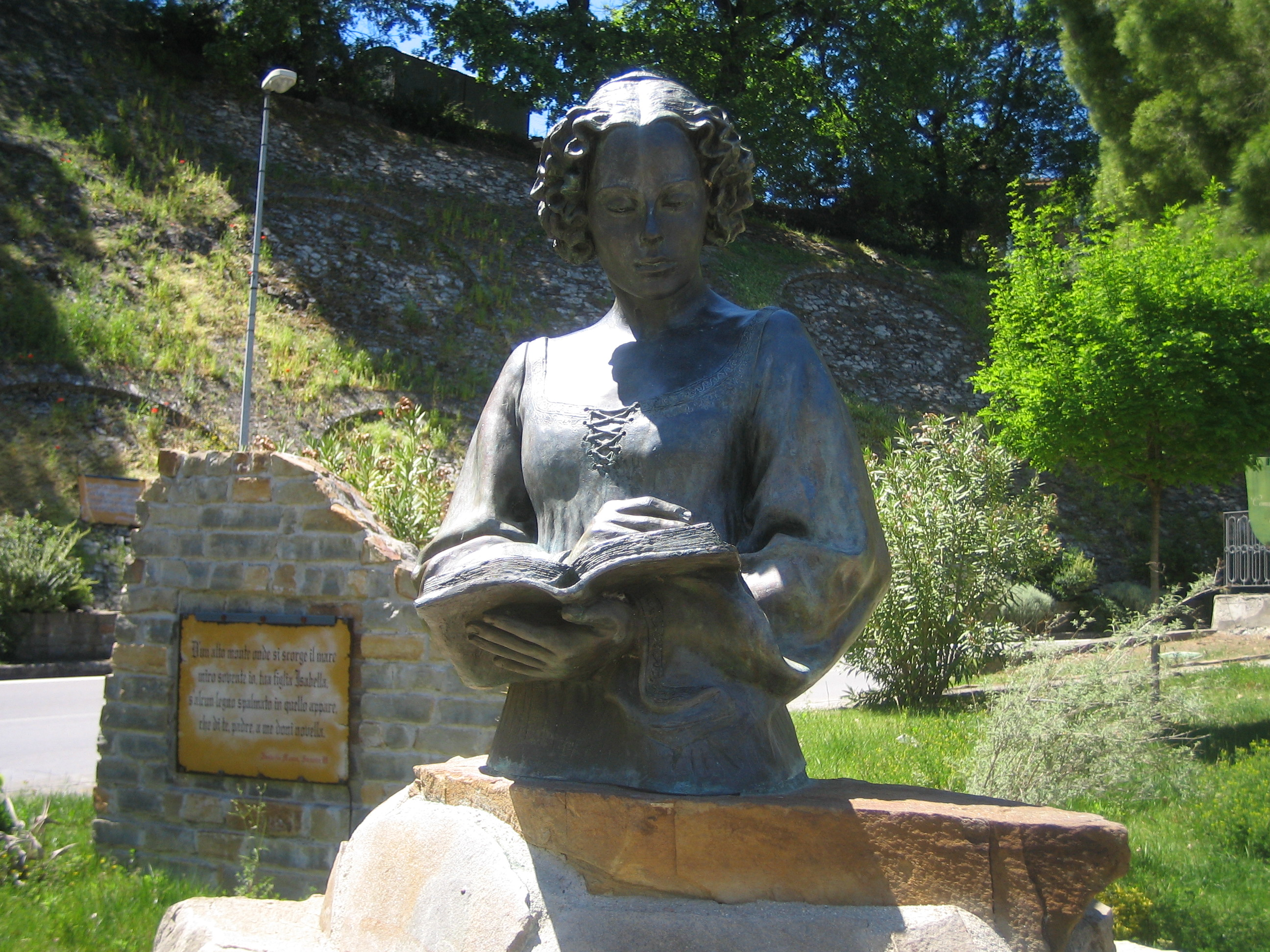
Staty av Isabella di Morra i Valsinni.

di Morras dikter upptäcktes när gendarmeriet fick in i hennes hem för att utreda mordet. Det finns tio sonetter och tre canzoni, som publicerades flera år efter hennes död. Trots den lilla corpus hon lämnade, anses hennes arbete vara ett av de mest kraftfulla och originella poetiska uttrycken för italiensk litteratur från 1500-talet. Hennes poesi beskriver sorgen hon kände över att isoleras, hennes separation från andra litterära människor och saknade av sin far, med naturen som den primära samtalspartnern i hennes verser.
Hon var en av de första napolitanska poeterna någonsin att bli publicerad av en prestigefylld kommersiell press i Venedig och bland de få kvinnor som oftast blev antologiserad på 1500-talet. Några av hennes verser dök upp i band 3 av Lodovico Dolces antologi, Rime di diversi illustri signori napoletani (1552), och har mottagits positivt. Hela hennes produktion fanns senare i Lodovico Domenichi Rime diverce d'alcune nobilissime et virtuosissime donne(1559). 
di Morra var nästan bortglömd och ignorerades av kritiker under århundraden och hennes poesi överskuggades av hennes tragiska liv. Författare som Angelo De Gubernatis och Benedetto Croce har emellertid bidragit till återupptäckten av hennes arbete sedan början av 1900-talet, och omvärderat bilden av henne på den italienska litterära scenen. Torquato Tassos dikt Canzone al Metauro (1578) bär likheter med hennes stil. Hon nämns också som en föregångare till Giacomo Leopardi på grund av hennes skildring av isoleringen där hon bodde och hennes klagan över sitt "grymma öde".